# Back in Time (Pitbull)
Back in Time is een nummer van de Cubaans-Amerikaanse rapper Pitbull, pseudoniem van Armando Christian Pérez. Het nummer werd gelanceerd in het kader van de film Men in Black III (2012), ook geschreven als MIB³, die op 25 mei 2012 in de Verenigde Staten in première ging. Back in Time wordt gebruikt in de aftiteling van de film maar staat niet op de soundtrack. Het staat wel op Global Warming, het zevende studio-album van Pitbull. 
Het nummer bevat een sample van Love Is Strange dat vooral bekend is van de versie uit 1956 van het R&B-duet Mickey & Sylvia. 
Het nummer werd een nummer 1-hit in Oostenrijk en scoorde goed in tal van andere landen zoals Tsjechië, Australië, Canada, Duitsland, Zwitserland en Hongarije. In de Amerikaanse Billboard Hot 100 bereikte het de elfde plaats. In de Nederlandse Single Top 100 haalde het een bescheiden 84ste plaats maar in de Vlaamse Ultratop 50 steeg het tot nummer 8.
Er werden verschillende remixes gemaakt van de single, onder meer door R3hab, Play-N-Skillz, Quintino, Gregor Salto en Alvaro.

## Hitnoteringen

### NederlandseSingle Top 100
| Hitnotering: 02-06-2012 t/m 21-07-2012 | Hitnotering: 02-06-2012 t/m 21-07-2012 | Hitnotering: 02-06-2012 t/m 21-07-2012 | Hitnotering: 02-06-2012 t/m 21-07-2012 | Hitnotering: 02-06-2012 t/m 21-07-2012 | Hitnotering: 02-06-2012 t/m 21-07-2012 | Hitnotering: 02-06-2012 t/m 21-07-2012 | Hitnotering: 02-06-2012 t/m 21-07-2012 | Hitnotering: 02-06-2012 t/m 21-07-2012 | Hitnotering: 02-06-2012 t/m 21-07-2012 |
| Week:                                  | 1                                      | 2                                      | 3                                      | 4                                      | 5                                      | 6                                      | 7                                      | 8                                      |                                        |
| -------------------------------------- | -------------------------------------- | -------------------------------------- | -------------------------------------- | -------------------------------------- | -------------------------------------- | -------------------------------------- | -------------------------------------- | -------------------------------------- | -------------------------------------- |
| Positie:                               | 100                                    | 88                                     | 98                                     | 98                                     | 84                                     | 92                                     | 100                                    | 99                                     | uit                                    |

### VlaamseUltratop 50
| Hitnotering: 12-05-2012 t/m 11-08-2012 | Hitnotering: 12-05-2012 t/m 11-08-2012 | Hitnotering: 12-05-2012 t/m 11-08-2012 | Hitnotering: 12-05-2012 t/m 11-08-2012 | Hitnotering: 12-05-2012 t/m 11-08-2012 | Hitnotering: 12-05-2012 t/m 11-08-2012 | Hitnotering: 12-05-2012 t/m 11-08-2012 | Hitnotering: 12-05-2012 t/m 11-08-2012 | Hitnotering: 12-05-2012 t/m 11-08-2012 | Hitnotering: 12-05-2012 t/m 11-08-2012 | Hitnotering: 12-05-2012 t/m 11-08-2012 | Hitnotering: 12-05-2012 t/m 11-08-2012 | Hitnotering: 12-05-2012 t/m 11-08-2012 | Hitnotering: 12-05-2012 t/m 11-08-2012 | Hitnotering: 12-05-2012 t/m 11-08-2012 | Hitnotering: 12-05-2012 t/m 11-08-2012 |
| Week:                                  | 1                                      | 2                                      | 3                                      | 4                                      | 5                                      | 6                                      | 7                                      | 8                                      | 9                                      | 10                                     | 11                                     | 12                                     | 13                                     | 14                                     |                                        |
| -------------------------------------- | -------------------------------------- | -------------------------------------- | -------------------------------------- | -------------------------------------- | -------------------------------------- | -------------------------------------- | -------------------------------------- | -------------------------------------- | -------------------------------------- | -------------------------------------- | -------------------------------------- | -------------------------------------- | -------------------------------------- | -------------------------------------- | -------------------------------------- |
| Positie:                               | 13                                     | 11                                     | 9                                      | 8                                      | 11                                     | 15                                     | 15                                     | 17                                     | 21                                     | 22                                     | 31                                     | 30                                     | 38                                     | 50                                     | uit                                    |